# Voto de silêncio
Voto de silêncio é um voto religioso de silêncio professado num contexto monástico. Conhecido como "mauna" no hinduísmo, jainismo e budismo, a prática é parte integral de algumas tradições cristãs.

## Exemplos
Pitágoras impôs uma estrita regra de silêncio aos seus discípulos.
Ordens religiosas, como os beneditinos, também mantêm o voto de silêncio como uma de suas regras essenciais.
Nos mosteiros de muitas ordens há lugares e momentos específicos, geralmente à noite, quando falar era proibido em qualquer circunstância. Estes lugares eram chamados de "regulares" (igreja, refeitório, dormitório etc.) e os momentos, "grande silêncio". Fora destas circunstâncias, havia geralmente as "recreações", que permitiam alguma conversação moderada pela caridade e moderação. Conversas inúteis ou sem importância eram estritamente proibidas. Nas ordens atuais, os membros podem falar na medida da realização de suas obrigações.
Apenas os cistercienses não admitiam nenhum relaxamento desta regra de silêncio e os trapistas, cistercienses reformados, ainda mantêm esta regra severa. Outras ordens contemplativas, como os cartuxos, carmelitas e camaldulenses, são muito mais estritos do que as ordens engajadas em trabalhos pastorais. Para evitar a conversação, muitas ordens (cistercienses, dominicanos, carmelitas descalços) criaram um conjunto de sinais que permite uma comunicação limitada entre os membros para situações inevitáveis.